# هاليل كاناسيفيتش
هاليل كاناسيفيتش (بالإنجليزية: Halil Kanacević)‏ مواليد 23 أكتوبر 1991 في جزيرة ستاتن، هو لاعب كرة سلة أمريكي. بدأ مسيرته الاحترافية في سنة 2014. يحمل الرقم 45. يبلغ طوله 6 قدم 8 بوصة (2.0 م).

## المسيرة الاحترافية
لعب مع فيرتوس روما في الدوري الإيطالي في سنة 2014، ثم لعب مع نادي أوليمبيا لكرة السلة في موسم 2014–2015، ثم لعب مع باسكت سرقسطة 2002 في الدوري الإسباني في موسم 2015–2016، ثم لعب مع نادي بودوشنوست لكرة السلة في سنة 2016.

## روابط خارجية
- هاليل كاناسيفيتش على موقع الاتحاد الدولي لكرة السلة (الإنجليزية)
- هاليل كاناسيفيتش على موقع الدوري الإسباني لكرة السلة (الإسبانية)
- هاليل كاناسيفيتش على موقع كرة السلة الأوروبية.كوم (الإنجليزية)
- هاليل كاناسيفيتش على موقع كلية كرة السلة في سبورتس رفرنس.كوم (الإنجليزية)
- هاليل كاناسيفيتش على موقع ريلجم (الإنجليزية)
- هاليل كاناسيفيتش على موقع بروبوليرز (الإنجليزية)
- هاليل كاناسيفيتش على موقع سبورتس رفرنس (الإنجليزية)